# Выборы в Анголе
Выборы в Анголе проходят в рамках многопартийной демократии и президентской системы. Национальная ассамблея избирается в ходе всеобщих прямых выборов, в то время как лидер крупнейшей партии или коалиции в Национальной ассамблее автоматически становится президентом республики. В настоящее время страна является де-факто однопартийным государством, в котором доминирующую роль играет Народное движение за освобождение Анголы — Партия труда (МПЛА).

## История
Ангола направляла представителей в португальский парламент с начала XIX века. В 1920-х годах португальские власти согласились на создание законодательного органа на территории колонии. В 1922 году был создан Законодательный совет, избранный португальскими поселенцами. Однако Совет вскоре прекратил своё существование после консервативного переворота 1926 года в Португалии и установления там диктатуры.
В 1955 году был учрежден новый Законодательный совет, однако только те, кто официально классифицировались как «цивилизованные», имели право голоса. Это фактически означало избирательное право только для европейских поселенцев, большинства мулатов и лишь небольшого числа «европеизированных», или «цивилизованных», африканцев (ассимиладосов). В мае 1972 года парламент Португалии принял Органический закон о заморских территориях, который предусматривал большую автономию для заморских территорий. В результате было создано Законодательное собрание Анголы в составе 53 членов, 32 из которых должны были избираться в ходе голосования, а остальные назначаться государственными службами, религиозными группами и бизнес-группами. Выборы в Учредительное собрание были проведены в марте 1973 года, но из-за ограниченного избирательного права только 584 тыс. человек зарегистрировались для голосования из 5 673 046 населения. Явка на выборах составила около 86 % от зарегистрированных избирателей, а в число избранных членов парламента входили 29 европейцев и 24 африканца.
После обретения Анголой независимости в 1975 году из-за вспышки гражданской войны первые выборы после обретения независимости были отложены до 1980 года. К этому времени Народное движение за освобождение Анголы — Партия труда (МПЛА) создало однопартийное государство. Оно организовало непрямые выборы, на которых избиратели голосовали за тщательно проверенных кандидатов в коллегии выборщиков, которые, в свою очередь, избирали парламент. Следующие выборы должны были состояться в 1983 году, но они были отложены до 1986 года из-за продолжающейся войны. Когда они проводились, это была та же косвенная система.
Бисесские соглашения положили конец гражданской войне в 1991 году и ознаменовали введение многопартийной демократии. В 1992 году были проведены всеобщие выборы, на которых президент был впервые избран в ходе всеобщего голосования. МПЛА получило 129 из 220 мест в Ассамблее Республики, в то время как Национальный союз за полную независимость Анголы (УНИТА) стал основной оппозиционной партией с 70 местами. Жозе Эдуарду душ Сантуш из МПЛА и Жонаш Савимби из УНИТА получили наибольшее количество голосов в 1-м туре президентских выборов, но Савимби заявил, что выборы были сфальсифицированы, несмотря на то, что наблюдатели ООН заявили, что они были в основном свободными и справедливыми. Савимби отказался участвовать во 2-м туре и возобновил гражданскую войну.
Гражданская война закончилась в 2002 году после смерти Савимби. Однако выборы были отложены до 2008 года. На выборах 2008 года МПЛА получила более 80 % голосов и 191 из 220 мест в Ассамблее Республики. Президентские выборы были назначены на 2009 год, но новая Конституция, обнародованная в 2010 году, отменила прямые выборы президента, и лидер крупнейшей партии в Национальном собрании автоматически становился президентом. На следующих выборах 2012 года МПЛА снова одержало уверенную победу, хотя его доля голосов снизилась до 72 %, и оно потеряло 16 мест.

## Избирательная система

### Президент
Конституция 1992 года предусматривала прямые выборы президента. Однако это было отменено Конституцией 2010 года, в которой содержится статья 109, которая гласит, что «лицо, возглавляющее национальный список политической партии или коалиции политических партий, получивший наибольшее количество голосов на всеобщих выборах, должно быть избрано Президентом Республики и главой исполнительной власти».

### Ассамблея Республики
Избирательная система в Ассамблею Республики основывается на избирательном законе, принятом 1 ноября 1991 года. 220 членов избираются двумя способами; 90 избираются от 18 пятимандатных округов и 130 — от единого общенационального округа. Оба типа избирательных округов используют систему пропорционального представительства с партийными списками. Распределение мест осуществляется по методу Д’Ондта в провинциальных округах и простой метод наибольшего остатка по квоте в общенациональном избирательном округе.
Избиратели должны быть граждане Анголы не моложе 18 лет. Они могут быть дисквалифицированы, если у них не снято обвинение в банкротстве или судимости, они признаны невменяемыми или имеют двойное гражданство. Кандидаты должны быть граждане Анголы не моложе 35 лет. Члены правительства, судебных органов и вооруженных сил, а также председатели советов государственных компаний не имеют права быть избранными.